# J. Mendel, Paris
J. Mendel, Paris, heute ein französisches und ein amerikanisches Modehaus mit jeweils eigener Anfertigung, hat sich, 2024 in fünfter Generation, aus einem ursprünglich Sankt Petersburger Pelzatelier zu einem Luxusmodeproduzenten mit weltweiter Kundschaft entwickelt. Creative Director im Jahr 2024 ist Gilles Mendel (* 1957 in Paris). Anfangs ein Haute-Couture-Haus für die Oberschicht, wandte es sich später in seinem amerikanischen Zweig mit einer immer noch gehobenen Kollektion auch an eine jüngere Kundschaft. Eine Besonderheit gegenüber anderen dortigen Modemarken ist, dass das Unternehmen, zumindest zeitweilig, zwei Ateliers im Herzen von New York City unterhielt, in denen Pelze, Prêt-à-porter-, Braut- und Couture-Kreationen hergestellt werden.
Im Februar 2019 hieß es, J. Mendel, habe „ein ziemlich erfolgreiches Kunststück vollbracht, indem er eine Marke, die ursprünglich hauptsächlich Pelz beinhaltete, in ein Multimillionen-Dollar-Abendmode-Imperium verwandelte“. Für sich selbst sagt er, sein Metier wäre die individuelle Abendmode: „Obwohl ich aus einer fünf Generationen umfassenden Kürschnerfamilie stamme, habe ich es geschafft, mich in einen Zauberer zu verwandeln, wenn es um Abendgarderobe und Abendkleider geht. Ich erfülle Frauen, die heiraten, einen besonderen Moment erleben oder auf dem roten Teppich stürmen möchten, ihren Traum“.
Der New Yorker Firmensitz von J. Mendel, Paris wurde, Stichjahr 2013, von Gilles Mendel als Geschäftsführer und Chefdesigner geführt. In Paris führt er zu diesem Zeitpunkt zudem das „L′Atelier Métamorphose J. Mendel“. Das Modehaus zählt zu den wenigen Luxusmarken, die sich in Familienhand befinden.

## Firmengeschichte

### St. Petersburg, Warschau
Die veröffentlichte Firmenhistorie sagt: „In den 1830er-Jahren reiste Gilles Mendels Ururgroßvater durch Sibirien und China auf der Suche nach hochwertigen Pelzen, die er an die russische Oberschicht verkaufte. Sein Sohn Joseph Breitman gründete 1870 einen Shop in St. Petersburg.“ Sein Kürschneratelier war bereits auf luxuriöse Pelze für die russische Aristokratie spezialisiert. Bereits 1875 wurde der Kürschner von Zar Alexander II. beauftragt, einen Hermelinumhang für dessen Frau anzufertigen. Fortan wurde das Unternehmen zum offiziellen Kürschner der Romanow-Familie. Ende des 19. Jahrhunderts musste die Breitman-Familie wegen ihres jüdischen Glaubens aus Russland fliehen. Ihre erste Station war Warschau, bevor sie weiter nach Paris zogen. 1917 gründete Jacques Mendel, Sohn von Joseph Breitman, einen Pelzsalon in der französischen Hauptstadt.

### Paris

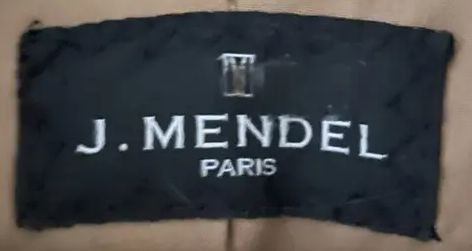
Firmenetikett in einer Zobeljacke

Jacques Mendel sen., im Jahr 1920, nach der russischen Revolution nach Paris ausgewandert, arbeitete anfangs für das damals wohl weltbedeutendste Pelzhaus Revillon Frères. 1934 eröffnete er, bereits im Zentrum der Stadt, sein erstes Pariser Pelzatelier.
Nach dem Zweiten Weltkrieg entwickelte sich aus dem kleinen Familienbetrieb ein stadtbekannter Pelzsalon und Jacques Mendel jun. übernahm das Unternehmen. 1970 zog das Pelzatelier in die Rue Saint-Honoré 396 um. Dort befindet sich 2024 weiterhin das von Jacques Mendel geführte Atelier „de la Métamorphose“, in dem auch Servicearbeiten, wie beispielsweise Pelzumgestaltungen, durchgeführt werden.Stand 2018

### New York

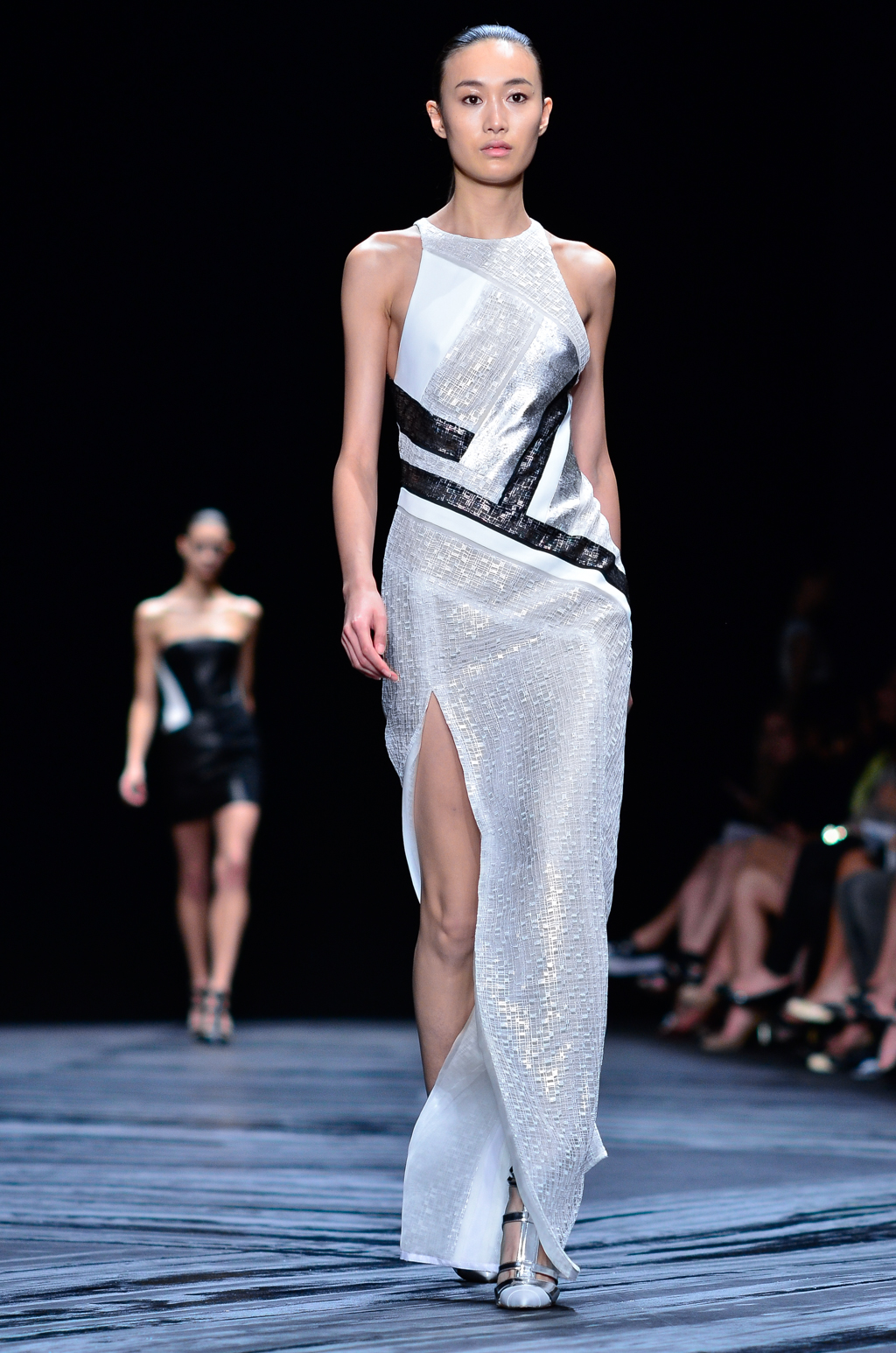
Model Shu Pei, auf dem Laufsteg mit einem Kleid von J. Mendel (2014)

Gilles Mendel, Nachkomme in der fünften Generation, verbrachte einige, wie er sagte, unbefriedigende Jahre als Getreideterminhändler in Paris. Über seinen Versuch, es selber in Amerika zu schaffen, sagt Gilles: „Ich konnte nicht einfach der Schatten des Big Apple sein“ und, „Es gibt hier auch so etwas wie ein jüdisches Moment, die Idee, dass man seinem Vater sagen kann, dass man seinen Namen auf der Fifth Avenue trägt.“ 1982 eröffnete er seine erste J. Mendel-Boutique in der Fifth Avenue im Salon von Elizabeth Arden in New York City. 
Seit 1980 arbeitet das Unternehmen mit den französischen Designern Jean-Charles de Castelbajac und Bernard Perris an ihren Herbst-Konfektionskollektionen zusammen. Design, Chief Executive Officer und Firmenleitung wurde 1981 von Gilles Mendel übernommen.
Im Jahr 1985 verlegte Jacques Mendel seine Kollektionen in eine freistehende J. Mendel-Boutique in der Madison Avenue 723, „ein Wahrzeichen der Innenstadt seit ihrer Eröffnung im Jahr 1985“, nur wenige Blocks vom Firmensitz entfernt. Im Oktober 2013 expandierte das Unternehmen in eine größere Flagship-Boutique in der Madison Avenue 787. Die marktgängigeren Produkte befinden sich im Erdgeschoss, Pelze in der ersten Etage des zweistöckigen Flagship-Stores. Zeitgleich zur ersten Kollektionsschau in den neuen Räumen, zum 18. November 2014, wurde ein 69-seitiges Werk des Künstlers Enoc Perez angekündigt, „Gilles Mendel von Enoc Perez“.
Gilles Mendel gehörte zu den ersten Designern die anfingen, Pelz leichter und leger wie Stoff zu verarbeiten. Zusätzlich hatte er begonnen, neben dem Pelz mit dem Design von Kleidern und Mänteln anderer Materialien zu experimentieren. 1999 lud ihn das Unternehmen Bergdorf Goodman ein, eine zweite Boutique in dem legendären Kaufhaus zu eröffnen. 2002 führt Gilles Mendel mit seiner ersten Prêt-à-porter-Kollektion die Couture-Tradition des Hauses Mendel fort, welche „luxuriöse Weiblichkeit mit einer Pariser Ästhetik verbindet“. In New York City wurde ein eigenes amerikanisches Atelier eröffnet. Seine erste umfassende Prêt-à-porter-Kollektion präsentierte er der internationalen Modepresse im Rahmen der New York Fashion Week auf einem Laufsteg im Bryant Park.
Eine vollständige Kollektion von Brautkleidung war erstmals im Jahr 2007 entstanden. Gilles Mendel Couture-Atelier konzentrierte sich auf „einzigartige Designs für anspruchsvolle Kunden“ weltweit. Als erste, die nicht zur Familie Mendel gehörte, wurde Ende 2008 Susan Sokol Vorsitzende der Geschäftsleitung. Zuvor war sie bei Vera Wang tätig. Gilles Mendes blieb weiter Firmenchef.
2010 entwarf Gilles Mendel glamouröse Kostüme im Stil der 40er-Jahre für die Premiere von „Call Me Ben“ von Melissa Barak beim New York City Ballet. Im Jahr 2013 wurde Marc Durie, von der exklusiven Handtaschen und Kofferfirma Louis Vuitton kommend, als Nachfolger von Susan Sokol, neuer President und Chief Executive Officer von J. Mendel. Noch im selben Jahr kam die erste Handtaschenkollektion der Firma, von Kunsthandwerkern in Italien und Frankreich hergestellt, in den Handel. Materialien dafür waren Edelpelze, Luxusleder und Krokoleder. Zusammen mit Justin Giunta, dem Chefdesigner des französischen Schmucklabels „Subversive“, entwarf Gilles Mendel eine Schmuckkollektion.
Gilles Mendels Selbstverständnis ist, „Materialien höchster Qualität und tadellose Handwerkskunst mit einem modernen, preisgekrönten Designgespür zu kombinieren“. Mit der Einführung von Prêt-à-porter im Jahr 2002 entwickelte er das Unternehmen von einem Luxus-Pelzatelier zu einem vollwertigen Modehaus. In den zwei Ateliers im Herzen von New York City werden Pelze, Prêt-à-porter-, Braut- und Couture-Kreationen hergestellt. Inzwischen führt das Unternehmen unter eigenem Namen Accessoires, Handtaschen und Heimtextilien. Nach eigener Aussage hat es sich „zu einem Favoriten auf dem roten Teppich sowohl internationaler Könige als auch Hollywoodstars gemacht“, die „Kollektionen werden in den besten Geschäften auf der ganzen Welt geführt“.
Mit dem Atelier auf der Seventh Avenue befindet sich J. Mendel inmitten des Manhattaner Garment Districts, dem an Bedeutung verlierenden Zentrum der New Yorker Mode- und Textilindustrie. Der im Jahr 2014 dienstälteste Kürschner der Firma, George Papaioanou, 77 Jahre alt, von Jacques Mendel nach Amerika geholt, war seit 1958 in als Kürschner tätig. Der neue Inhaber und Designer Gilles Mendel, der dagegen keine handwerkliche Ausbildung hat, ging ohne diese Vorkenntnisse sehr viel unbefangener als noch sein Vater vor. Er ließ die Felle scheren, färbte sie in ausgefallene Farben und kombinierte sie mit anderen Materialien: „Die Welt meines Vaters war, wenn man den außergewöhnlichsten Luchsmantel oder den fabelhaftesten Chinchillamantel wollte, sah man bei der Art, wie sie zusammengefügt waren, nicht einmal eine Naht. Ich begann, Nähte zu machen.“
Gilles Mendels Tochter Chloé (* 1993) studierte am School of the Art Institute of Chicago. Seit ihrem 15. Lebensjahr lernte sie im Betrieb das Handwerk und beteiligte sich später an den Kollektionsentwürfen. Inzwischen hat Chloe gemeinsam mit Gustave Maisonrouge das Label „Maison Atia“ gegründet, das als erste Luxusmarke für Kunstpelz gilt. Ihre Boutique befindet sich in der Madison Avenue 833. Das Motto von Maison Atia lautet „unexpected luxury“, unerwarteter Luxus. Die Intention des Hauses ist es,  „den Kunstpelzmarkt zu revolutionieren, indem der luxuriöse Touch von echtem Pelz auf dieses neue Material übertragen wird“. Der Historiker Jonathan Faiers kommentierte dies: „Wie dieser Touch „übersetzt“ wird ist unklar, aber angesichts der künstlichen französischen Namen, die ihren Kunstpelzstoffen zugewiesen wurden, darunter Minque, Mônkée und Léoparde, handelt es sich möglicherweise eher um eine sprachliche als um eine taktile Intention“.
Obwohl J. Mendel dank bekannter Persönlichkeiten wie Michelle Obama, Jessica Lange und Claire Danes, die dessen Kleidung tragen, eine enorme Medienpräsenz besitzt, hatte die Marke mehr Kapital benötigt, um ihr Geschäft auszubauen. Im Jahr 2015 wurde die Stallion Inc. neuer Mehrheitseigentümer von J. Mendel. Das Unternehmen erwarb den Anteil wiederum von der Private-Equity-Firma Gores Group aus Los Angeles. Stallion Inc. schloss sich damit den bestehenden Anteilseignern an, Gilles behielt einen bedeutenden Anteil am Modehaus. Stallion wird von den Luxus-Kürschnern Peter und John Georgiades geführt, die auch Anteile an der Luxusmarke Dennis Basso besitzen. J. Mendel erwirtschaftete zu der Zeit mit Konfektionskleidung, Pelzen und Accessoires einen Umsatz von 30 Millionen Dollar. Unter Gores‘ Eigentümerschaft verstärkte J. Mendel seine Einzelhandelspräsenz an bestehenden Standorten in New York und im Londoner Kaufhaus Harrods. Seit 2010 war das Unternehmen Gores Investor bei J. Mendel. Die Marke war Gores‘ erste Akquisition im Luxussegment. Es heißt, das sie nicht genug investierten, um die Marke erfolgreich zu machen und sie schnell die Geduld verloren. Das Unternehmen erweiterte mit dem neuen Kapital von Stallion auch seine Präsenz und Kategorien im Bereich Brautmode und Accessoires und gestaltete sein Großhandelsvertriebsgeschäft um. Darüber hinaus eröffnete es im Rahmen einer neuen Partnerschaft zwei neue Boutiquen in Seoul, Südkorea. Marc Curie, Präsident und CEO von J. Mendel, erklärte, dass mit der Einführung der neuen Struktur keine größeren Unternehmensänderungen vorgenommen werden. Als weitere Kunden von J. Mendel wurden Taylor Swift, Padma Lakshmi, Jordana Brewster, Meg Ryan, Sara Sampaio und Scarlett Johansson genannt.
Nach einigen Klagen wegen unbezahlter Rechnungen in beträchtlicher Höhe meldete J. Mendel im Jahr 2018 beim US-amerikanischen Insolvenzgericht in New York Konkurs an. Das Unternehmen beantragte Insolvenzschutz nach dem US-amerikanischen Verfahren „Chapter 11“. „Die Umstrukturierung der Schulden des Unternehmens wird es J. Mendel ermöglichen, sich dem derzeit schwierigen Umfeld im Luxuseinzelhandel zu stellen, und ich bin zuversichtlich, dass das Unternehmen dadurch mit neuer finanzieller Stabilität weitermachen kann“, sagte John Georgiades, der Mehrheitseigentümer von J. Mendel.
Im Jahr 2023 firmierte Gilles Mendel mit einem weiterhin exklusiven Angebot festlicher Kleidung unter dem Label „House of Gilles, Couture“, Mendel, Inc., Boutique Store, East 57th Street 34.

## Sonstiges
Die Zeitschrift Vogue berichtete 2019 über eine Kollektion des Hauses, inspiriert von venezianischem Glas. In diesem Zusammenhang wurde erwähnt, dass Gilles Mendels Vater ein Sammler von venezianischem Glas war.

## Auszeichnungen
- 2003 wurde Gilles Mendel in den Council of Fashion Designers of America aufgenommen, der damit amerikanische Toptalente in den Bereichen Modedesign, Accessoire-Design und Herrenmode würdigt.
- 2011 erhielt Gilles Mendel den National Design Award for Fashion Design vom Cooper Hewitt, Smithsonian Design Museum, „als Anerkennung für Exzellenz und Innovation im Design“.
- 2016 gehörte J. Mendel in Paris zu den 13 „Grand Couturiers“, bzw. „Maison de Couture“. Um offiziell Mitglied der Chambre Syndicale de la Haute Couture unter der Leitung von Ralph Toledano zu werden, müssen Modehäuser und Designer die strengen Standards der Couture einhalten. Dazu gehört, dass sie maßgeschneiderte Designs für Privatkunden anbieten, 15 oder mehr Mitarbeiter in einem Atelier in Paris beschäftigen und jedes Jahr im Januar und Juli zwei Kollektionen präsentieren.[19]